# Фрањо Кухарић
Фрањо Кухарић (Прибић, 15. април 1919 — Загреб, 11. март 2002) био је хрватски кардинал и почасни академик Хрватске академије знаности и умјетности.

## Биографија
Родио се као најмлађе тринаесто дете у сиромашној ратарској породици у пригорском селу Горњи Прибић у општини Крашић. Теологију је студирао у Загребу. Постављен је за свештеника 15. јула 1945. након свештеничке службе (Свети Мартин под Окићем, Самобор). При његовом постављању за свештеника у Загребачкој надбискупији надбискуп Алојзије Степинац младим свештеницима је изрекао познату реченицу: „Шаљем вас у крваву купељ“.
Службовао је накратко као капелан у жупи Радобоју, као управник жупа у Ракову Потоку и у Светом Мартину под Окићем. Покушани су атентати на њега у Раковом Потоку 1947. и у Јаковљу 1948. године, али је преживио та два атентата. Тадашњи загребачки надбискуп Фрањо Шепер у јесен 1957. поставио га је за жупника у Самобору.
Дана 3. маја 1964. постављен је за бискупа у загребачкој катедрали, после је постављен за помоћног бискупа надбискупу др Фрањи Шеперу. Кад је Шепер постављен за префекта Свете конгрегације за доктрину вере, у августу 1969. године, постављен је за апостолског администратора Загребачке надбискупије, а 16. јуна 1970. загребачким надбискупом, а у септембру исте године председником Бискупске конференције СФРЈ. Године 1970. добио је почасни докторат загребачког универзитета.
Папа Јован Павле II прогласио га је кардиналом 1983. године.
Био је домаћин прве посете папе Јована Павла Другог Хрватској 1994. године.
У континуитет хрватске државе Кухарић је убрајао и Независну државу Хрватску. Дејан Медаковић је његову улогу током ратова деведесетих поредио са улогом Алојзија Степинца у Другом светском рату.
Пензионисао се 1997. године, а наследио га је кардинал Јосип Бозанић. Преминуо је 11. марта 2002. године.

## Дела
- Писма и разматрања о католичком свештенству (1974)
- Коризмене посланице и поруке (1985)
- Поруке са Степинчевог гроба (1990)